# تكيف تنفسي
التنفس أثناء التمرين. بالرغم من أن المقدرة التنفسية للشخص ذات أهمية قليلة نسبيا بالنسبة لإنجاز الرياضات القصيرة المسافات، فإنها حرجة للإنجاز الأقصى في الرياضات التحملية الشاقة، وكذلك بالنسبة لتنظيم درجة حرارة الجسم.

## استهلاك الأكسجين والتهوية الرئوية أثناء التمارين
يبلغ استهلاك الأكسجين الاعتيادي للشخص البالغ عند الراحة حوالي 250 مل/دقيقة. ولكن في الحالات القصوى يمكن لهذه النسبة أن تزداد لما يقارب معدل المستويات التالية:
- الذكر العادي غير المدرب: 3600 مل/دقيقة.
- الذكر العادي المدرب رياضيا: 4000 مل/دقيقة.
- الذكر المتسابق بالمسافات الطويلة: 5100 مل/دقيقة.
و عند دراسة العلاقة بين استهلاك الأكسجين والتهوية الرئوية الشاملة عند مختلف درجات التدريبات الرياضية، نجد أن العلاقة بينهما خطية؛ فيزداد استهلاك الأكسجين والتهوية الرئوية الكلية بحوالي 20 ضعفا بين حالة الراحة وبين حالة شدة التمرين القصوى في الرياضي جيد التدريب.

## حدود التهوية الرئوية
و نعني بذلك لأي درجة من الشدة نضغط على جهازنا التنفسي أثناء التدريبات الرياضية؟
إن السعة التنفسية القصوى هي حوالي 50% أكبر من التهوية الرئوية الحقيقية أثناء التدريبات الرياضية القصوى. ومن الواضح أن ذلك يوفر عامل سلامة للرياضيين، ويعطيهم تهوية إضافية يمكن أن تستدعى في حالات مثل:
- التدريبات الرياضية في الارتفاعات العالية.
-التدريبات الرياضية في الظروف الحارة جدا.
- شذوذات الجهاز التنفسي.
و النقطة المهمة هي أن الجهاز التنفسي ليس العامل الأكثر تحديدا في توصيل الأكسجين إلى العضلات أثناء الاستقلاب العضلي الحيهوائي؛ ولكن العامل المحدد لذلك هو مقدرة القلب على ضخ الدم إلى العضلات.

## تأثير التدريب على الـ Vo2 القصوى
إن المختصر لمعدل استعمال الأكسجين في حالة الاستقلاب الحيهوائي القصوي هو Vo2 القصوى. فبملاحظة التأثي التدريجي للتدريب الرياضي على Vo2 القصوي مسجلا من مجموعة من أشخاص بدأوا من مستوى عدم التمرين واتبعوا بعد ذلك تمرينا منظما لـ 7 إلى 13 أسبوعا. ومن الغريب في هذه الدراسة أن Vo2 القصوى قد ازداد بحوالي 10% فقط. وبالإضافة لذلك، فإن تأثير تردد مرات التدريب، سواء كان مرتين أو خمس مرات في الأسبوع، لا يكون إلا قليلا جدا علي زيادة الـ Vo2 القصوى. ومع ذلك، وكما أشير إليه سابقا فإن الـ Vo2 القصوى لراكضي المسافات الطويلة هو حوالي 45% أكثر من ذلك الذي للشخص غير المتدرب. ويتعين جزء من هذه الزيادة في الـ Vo2 القصوى جينيا، أي أن الأشخاص ذوي الحجوم الصدرية الكبيرة بالنسبة لحجم أجسامهم والعضلات التنفسية الأقوى مؤهلون أكثر لركض المسافات الطويلة. ومع ذلك فمن المحتمل أيضا أن يزيد التدريب الطويل نفسه لراكضي المسافات الطويلة الـ Vo2 القصوي بمقادير تزيد كثيرا عن 10% من تلك التي سجلت في التجارب القصيرة الأمد.

## سعة انتشار الأكسجين لدى الرياضيين
إن سعة انتشار الأكسجين هي مقياس السرعة التي يتمكن بها الأكسجين من الانتشار في الدم. ويعبر عن ذلك بدلالة مليلترات الأكسجين التي سوف تنتشر في كل دقيقة لكل مليمتر زئبق فرق بين الضغط الجزئي للأكسجين داخل الحويصلات الهوائية وضغط أكسجين الدم الرئوي.
أي أنه إذا كان الضغط الجزئي للأكسجين في الحويصلات الهوائية 91 ملم زئبق بينما يكون ضغطه في الدم 90 ملم زئبق، فإن كمية الأكسجين التي تنتشر خلال الغشاء التنفسي في الدقيقة الواحدة تساوي سعة الانتشار diffusion capacity .
و فيما يلي المقادير المقيسة لمختلف سعات الانتشار:
- غير الرياضي في حالة الراحة: 23 مليلتر/دقيقة.
- غير الرياضي أثناء التمرين القصوي: 48 مليلتر/دقيقة.
- المتزحلق السريع أثناء التمرين القصوي: 64 مليلتر/دقيقة.
-السباح أثناء التمرين القصوي: 71 مليلتر/دقيقة.
-الجذاف أثناء التمرين القصوي: 80 مليلتر/دقيقة.
و أكثر الحقائق إثارة عن هذه النتائج هي الزيادة التي تقارب الثلاثة أضعاف في سعة الانتشار بين حالتي الراحة والتمرين القصوي. وتنشأ هذه بصورة رئيسية من حقيقة أن الدم الذي يجري خلال العديد من الشعيرات الدموية الرئوية يكون بطيئا جدا أو حتى خامدا في حالة الراحة، بينما تسبب زيادة جريان الدم خلال الرئتين أثناء التمارين تروية كل الشعيرات الدموية الرئوية بأقصى مستوياتها، مما يوفر مساحة سطحية أكبر كثيرا يتمكن أن ينتشر خلالها الأكسجين إلى دم الشعيرات الرئوية. كما يتضح أيضا من هذه المقادير بأن للرياضيين الذين يحتاجون كميات أكبر من الأكسجين بالدقيقة سعة انتشار أكبر. فهل يعود ذلك إلى أن الأشخاص ذوي السعة الانتشارية الأكبر طبيعيا يختارون هذه الأنواع من الألعاب الرياضية، أم أن ذلك يعود لسبب ما في إجراءات التدريب يؤدى إلى زيادة سعة الانتشار؟
و لا نعرف الجواب عن ذلك؛ ولكن علينا أن نؤمن بأن التدريب يقوم بدور فعلا وبصورة خاصة تدريبات التحمل.

## غازات الدم أثناء التمارين
يتوقع الشخص بسبب استعمال العضلات لكميات كبيرة من الأكسجين أثناء التدريبات الرياضية بأن ضغط الأكسجين في الدم الشرياني يهبط بصورة حادة أثناء الرياضات العنيفة وأن ضغط ثاني أكسيد الكربون في الدم الوريدي برتفع إلى حد كبير أعلى من المستوى الاعتيادى.
و لكن في العادة ليس هذا هو الواقع، إذ أن هذين المقدارين يبقيان سويين تقريبا، ويظهران المقدرة الفائقة للجهاز التنفسي على توفير تهوية كافية جدا للدم حتى أثناء التدريبات الرياضية الشاقة، مما يبين نقطة مهمة أخرى؛ وهي أنه ليس من الضروري لغازات الدم أن تصبح شاذة لكي يتنبه التنفس أثناء التدريبات الرياضية. وبدلا من ذلك فإن التنفس يتنبه بصورة رئيسية بآليات عصبية المنشأ أثناء التدريبات الرياضية. ويتولد جزء من هذا التنبيه من التنبيه المباشر لمركز التنفس بنفس الإشارات العصبية التي تنقل من الدماغ إلى العضلات لتوليد التمرين. ويعتقد أن جزء من ذلك ينتج من الإشارات الحسية التي تنقل إلى مركز التنفس من العضلات والمفاصل المتحركة. وتكفي في العادة كل هذه التنبيهات العصبية للتنفس لتجهيز الزيادة المناسبة تماما تقريبا من التهوية الرئوية للحفاظ على غازات الدم التنفسية من الأكسجين وثاني أكسيد الكربون في مستوى سوي تقريبا.

## تأثير التدخين على التهوية الرئوية في التدريبات الرياضية
من المعروف بصورة كبيرة أن التدخين يمكنه أن يقلل من تهوية الرئتين في الشخص الرياضي، ويصدق ذلك لعدة أسباب:
- أولا: أن أحد تأثيرات النيكوتين هو تضييق القصيبات الانتهائية للرئتين، مما يزيد من المقاومة لجريان الهواء إليها ومنها.
- ثانيا: تسبب التأثيرات المهيجة للدخان زيادة في إفراز السوائل التي تفرز في شجرة القصبات مع بعض التورمات في البطانات الظهارية.
- ثالثا: يشل النيكوتين الأهداب على سطح الخلايا الظهارية التنفسية التي تخفق عادة باستمرار لإزالة السوائل الفائضة والذريرات الغريبة من السبيل التنفسي. وكنتيجة لذلك، يتراكم الكثير من الحطام في الممرات التنفسية مما يضاعف صعوبة التنفس. وعند وضع كل هذه العوامل سوية نجد أنه حتى الدخان الخفيف يؤدى إلى الشعور بصعوبة التنفس أثناء التدريبات الرياضية القصوية، ومن الواضح أن ذلك يؤدي إلى تراجع في مستوى الأداء.
و الأكثر سوءا من ذلك هي تأثيرات التدخين المزمن. فهناك قليل جدا من المدخنين المزمنين الذين لا تتولد لديهم بعض درجات النفاخ داء الانسداد الرئوي المزمن. وفي هذا المرض، يحدث مايلي:
1) التهاب القصبات المزمن.
2) انسداد العديد من القصيبات الانتهائية.
3) تخريب العديد من جدران الحويصلات الهوائية.
و في حالات متطورة من المرض يتخرب ما يقرب من أربعة أخماس الغشاء التنفسي، وعندئذ يسبب حتى أضعف تدريب رياضي صعوبة تنفسية شديدة. وفي الواقع لا يتمكن العديد من هؤلاء المرضى من القيام بأي مجهود رياضي حتى السير عبر قاعة إحدى الغرف دون اللهاث، وهذه هي إحدى مساوئ التدخين.